# Kapitein Kreiss
Kapitein Kreiss is een stripreeks van de uit Eindhoven afkomstige John Heijink. Hij is zelf ook verantwoordelijk voor tekeningen. De reeks bestaat uit zes delen uitgegeven door Arboris.

## Verhaal
Dit ruimteavontuur draait om Kapitein Kreiss en zijn team "Lunafront". Zij bezoeken de planeet Alpha Centauri A (4,3 lichtjaar van de Aarde).
Ze ontdekken een beschaving die sterk lijkt op die van de mensen van onze aarde. Ook zijn er grote overeenkomsten qua technologie.

## Achtergrond
Het verhaal speelt zich af in 2042. Ieder wezen heeft een identificatiechip en de wereld wordt geregeerd door banken en de multinationals Nexon en Newnuke. De controle op alle wezens wordt uitgevoerd door Cyclop. Dit zijn door Nexon genetisch gemaakte wandelende reuzen.

## Albums
| 1     |  | Sigvath 63            | 2012      |
| 2     |  | Yakuza Dentai         | 2013      |
| 3     |  | De spiegelplaneet     | 2014      |
| 4     |  | De gasmijnen van Gyon | 2015      |
| 5     |  | De ader van Gaya      | 2016      |
| 6     |  | De groene exodus      | 2023      |
| INT 1 |  | Integraal             | 2018-2020 |